# Weltrekorde bei den Olympischen Sommerspielen 2012
Bei den Olympischen Spielen 2012 in London wurden 37 Weltrekorde aufgestellt. Davon waren zehn im Bahnradsport, neun im Schwimmen, acht im Gewichtheben, vier in der Leichtathletik, drei im Schießen, zwei im Bogenschießen und einer im Rudern.

## Bogenschießen
| Klasse       | Datum      | Weltrekord | Weltrekordhalter                             | Ex-Weltrekord | Ex-Weltrekordhalter                          | Ort, Datum          |
| ------------ | ---------- | ---------- | -------------------------------------------- | ------------- | -------------------------------------------- | ------------------- |
| Einzel M     | 27.07.2012 | 699 Ringe  | Im Dong-hyun                                 | 696 Ringe     | Im Dong-hyun                                 | Antalya, 02.05.2012 |
| Mannschaft M | 27.07.2012 | 2078 Ringe | SüdkoreaIm Dong-hyun Kim Bub-min Oh Jin-hyek | 2060 Ringe    | SüdkoreaIm Dong-hyun Kim Bub-min Oh Jin-hyek | Antalya, 02.05.2012 |

## Gewichtheben
| Klasse   | Datum      | Weltrekord         | Weltrekordhalter      | Ex-Weltrekord | Ex-Weltrekordhalter   | Ort, Datum           |
| -------- | ---------- | ------------------ | --------------------- | ------------- | --------------------- | -------------------- |
| –53 kg F | 29.07.2012 | 131 kg (Stoßen)    | Sülfija Tschinschanlo | 130 kg        | Sülfija Tschinschanlo | Paris, 06.11.2011    |
| –62 kg M | 30.07.2012 | 327 kg (Zweikampf) | Kim Un-guk            | 325 kg        | Nikolaj Pešalov       | Sydney, 17.09.2000   |
| +75 kg F | 05.08.2012 | 333 kg (Zweikampf) | Zhou Lulu             | 328 kg        | Zhou Lulu             | Paris, 13.11.2011    |
| +75 kg F | 05.08.2012 | 151 kg (Reißen)    | Tatjana Kaschirina    | 148 kg        | Tatjana Kaschirina    | Belgorod, 18.12.2011 |
| –77 kg M | 01.08.2012 | 379 kg (Zweikampf) | Lü Xiaojun            | 378 kg        | Lu Xiaojun            | Goyang, 24.09.2009   |
| –77 kg M | 01.08.2012 | 175 kg (Reißen)    | Lu Xiaojun            | 174 kg        | Lu Xiaojun            | Goyang, 24.09.2009   |
| –94 kg M | 04.08.2012 | 418 kg (Zweikampf) | Ilja Iljin            | 406 kg        | Ilja Iljin            | Peking, 17.08.2008   |
| –94 kg M | 04.08.2012 | 233 kg (Stoßen)    | Ilja Iljin            | 232 kg        | Szymon Kołecki        | Sofia, 29.04.2000    |

## Leichtathletik
| Klasse              | Datum      | Weltrekord  | Weltrekordhalter                                                             | Ex-Weltrekord | Ex-Weltrekordhalter                                            | Ort, Datum                |
| ------------------- | ---------- | ----------- | ---------------------------------------------------------------------------- | ------------- | -------------------------------------------------------------- | ------------------------- |
| 800 m M             | 09.08.2012 | 1:40,91 min | David Lekuta Rudisha                                                         | 1:41,01 min   | David Lekuta Rudisha                                           | Rieti, 29.08.2010         |
| 4 × 100-m-Staffel F | 10.08.2012 | 40,82 s     | Vereinigte StaatenTianna Madison Allyson Felix Bianca Knight Carmelita Jeter | 41,37 s       | DDRSilke Gladisch Sabine Günther Ingrid Auerswald Marlies Göhr | Canberra, 6. Oktober 1985 |
| 4 × 100-m-Staffel M | 11.08.2012 | 36,84 s     | JamaikaNesta Carter Michael Frater Yohan Blake Usain Bolt                    | 37,04 s       | JamaikaNesta Carter Michael Frater Yohan Blake Usain Bolt      | Daegu, 4. September 2011  |
| 20 km Gehen F       | 11.08.2012 | 1:25,02 min | Jelena Laschmanowa                                                           | 1:25,08 min   | Wera Sokolowa                                                  | Sotschi, 26.02.2011       |

## Radsport
| Disziplin               | Datum      | Weltrekord   | Weltrekordhalter                                                           | Ex-Weltrekord | Ex-Weltrekordhalter                                                        | Ort, Datum            |
| ----------------------- | ---------- | ------------ | -------------------------------------------------------------------------- | ------------- | -------------------------------------------------------------------------- | --------------------- |
| Mannschaftsverfolgung F | 03.08.2012 | 3:15,669 min | Vereinigtes KönigreichDanielle King Laura Trott Joanna Rowsell             | 3:15,720 min  | Vereinigtes KönigreichDanielle King Laura Trott Joanna Rowsell             | Melbourne, 05.04.2012 |
| Mannschaftsverfolgung F | 04.08.2012 | 3:14,682 min | Vereinigtes KönigreichDanielle King Laura Trott Joanna Rowsell             | 3:15,669 min  | Vereinigtes KönigreichDanielle King Laura Trott Joanna Rowsell             | London, 03.08.2012    |
| Mannschaftsverfolgung F | 04.08.2012 | 3:14,051 min | Vereinigtes KönigreichDanielle King Laura Trott Joanna Rowsell             | 3:14,682 min  | Vereinigtes KönigreichDanielle King Laura Trott Joanna Rowsell             | London, 04.08.2012    |
| Mannschaftsverfolgung M | 02.08.2012 | 3:52,499 min | Vereinigtes KönigreichEd Clancy Geraint Thomas Steven Burke Peter Kennaugh | 3:53,295 min  | Vereinigtes KönigreichEd Clancy Geraint Thomas Steven Burke Peter Kennaugh | Melbourne, 04.04.2012 |
| Mannschaftsverfolgung M | 03.08.2012 | 3:51,659 min | Vereinigtes KönigreichEd Clancy Geraint Thomas Steven Burke Peter Kennaugh | 3:52,499 min  | Vereinigtes KönigreichEd Clancy Geraint Thomas Steven Burke Peter Kennaugh | London, 02.04.2012    |
| Teamsprint F            | 02.08.2012 | 32,526 s     | Vereinigtes KönigreichVictoria Pendleton Jessica Varnish                   | 32,549 s      | DeutschlandMiriam Welte Kristina Vogel                                     | Melbourne, 04.04.2012 |
| Teamsprint F            | 02.08.2012 | 32,447 s     | Volksrepublik ChinaGong Jinjie Guo Shuang                                  | 32,526 s      | Vereinigtes KönigreichVictoria Pendleton Jessica Varnish                   | London, 02.08.2012    |
| Teamsprint F            | 02.08.2012 | 32,422 s     | Volksrepublik ChinaGong Jinjie Guo Shuang                                  | 32,447 s      | Volksrepublik ChinaGong Jinjie Guo Shuang                                  | London, 02.08.2012    |
| Teamsprint M            | 02.08.2012 | 42,747 s     | Vereinigtes KönigreichChris Hoy Jason Kenny Philip Hindes                  | 42,914 s      | DeutschlandRené Enders Maximilian Levy Stefan Nimke                        | Cali, 01.12.2011      |
| Teamsprint M            | 02.08.2012 | 42,600 s     | Vereinigtes KönigreichChris Hoy Jason Kenny Philip Hindes                  | 42,747 s      | Vereinigtes KönigreichChris Hoy Jason Kenny Philip Hindes                  | London, 02.08.2012    |

## Rudern
| Disziplin | Datum      | Weltrekord  | Weltrekordhalter                  | Ex-Weltrekord | Ex-Weltrekordhalter                                   | Ort, Datum          |
| --------- | ---------- | ----------- | --------------------------------- | ------------- | ----------------------------------------------------- | ------------------- |
| Zweier M  | 28.07.2012 | 6:08,50 min | NeuseelandEric Murray Hamish Bond | 6:14,27 min   | Vereinigtes KönigreichJames Cracknell Matthew Pinsent | Sevilla, 21.09.2002 |

## Schießen
| Klasse            | Datum      | Weltrekord        | Weltrekordhalter | Ex-Weltrekord | Ex-Weltrekordhalter | Ort, Datum           |
| ----------------- | ---------- | ----------------- | ---------------- | ------------- | ------------------- | -------------------- |
| KK 50 m liegend M | 03.08.2012 | 705,5 Ringe       | Sjarhej Martynau | 704,8 Ringe   | Warren Potent       | Peking, 18.04.2008   |
| Trap F            | 04.08.2012 | 75 Ringe (Qual.)  | Jessica Rossi    | 74 Ringe      | Victoria Chuyko     | Nikosia, 13.06.1998  |
| Trap F            | 04.08.2012 | 99 Ringe (Finale) | Jessica Rossi    | 96 Ringe      | Zuzana Štefečeková  | Qingyuan, 04.04.2006 |

## Schwimmen
| Disziplin             | Datum      | Weltrekord   | Weltrekordhalter                                                           | Ex-Weltrekord | Ex-Weltrekordhalter                                            | Ort, Datum           |
| --------------------- | ---------- | ------------ | -------------------------------------------------------------------------- | ------------- | -------------------------------------------------------------- | -------------------- |
| 1500 m Freistil M     | 04.08.2012 | 14:31,02 min | Sun Yang                                                                   | 14:34,14 min  | Sun Yang                                                       | Shanghai, 31.07.2011 |
| 100 m Schmetterling F | 29.07.2012 | 55,98 s      | Dana Vollmer                                                               | 56,06 s       | Sarah Sjöström                                                 | Rom, 27.07.2009      |
| 100 m Brust M         | 29.07.2012 | 58,46 s      | Cameron van der Burgh                                                      | 58,58 s       | Brenton Rickard                                                | Rom, 27.07.2009      |
| 200 m Rücken F        | 03.08.2012 | 2:04,06 min  | Missy Franklin                                                             | 2:04,81 min   | Kirsty Coventry                                                | Rom, 01.08.2009      |
| 200 m Brust F         | 01.08.2012 | 2:20,00 min  | Rebecca Soni                                                               | 2:20,12 min   | Annamay Pierse                                                 | Rom, 30.07.2009      |
| 200 m Brust F         | 02.08.2012 | 2:19,59 min  | Rebecca Soni                                                               | 2:20,00 min   | Rebecca Soni                                                   | London, 01.08.2012   |
| 200 m Brust M         | 01.08.2012 | 2:07,28 min  | Dániel Gyurta                                                              | 2:07,31 min   | Christian Sprenger                                             | Rom, 30.07.2009      |
| 400 m Lagen F         | 28.07.2012 | 4:28,43 min  | Ye Shiwen                                                                  | 4:29,45 min   | Stephanie Rice                                                 | Peking, 10.08.2008   |
| 4 × 100 m Lagen F     | 04.08.2012 | 3:52,05 min  | Vereinigte StaatenMissy Franklin Rebecca Soni Dana Vollmer Allison Schmitt | 3:52,19 min   | Volksrepublik ChinaZhao Jing Chen Huijia Jiao Liuyang Li Zhesi | Rom, 01.08.2009      |